# Recubrimiento por conversión

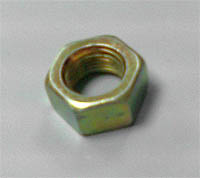
El color de la tuerca galvanizada después del cromado cambia de plateado a dorado.

Los recubrimientos por conversión son recubrimientos para metales, en los cuales una parte de la superficie del metal es convertida en una capa de recubrimiento mediante un proceso químico o electroquímico. 
Algunos ejemplos son recubrimientos mediante conversión de cromato, recubrimientos mediante conversión de fosfato, recubrimientos de acero como ser pavonado, óxido negro, y anodizado. Estos recubrimientos son utilizados para proveer a la superficie del metal protección contra la corrosión, aumentar el grado de dureza de la superficie, para agregar color y como base para acabado con pintura. Los recubrimientos mediante conversión pueden ser sumamente delgados, del orden de 0.0001mm. Recubrimientos gruesos de hasta 0.05 mm, se realizan en aleaciones de aluminio usando conversión mediante anodizado o cromato.
- Datos: Q6142138